# Lichtenburg

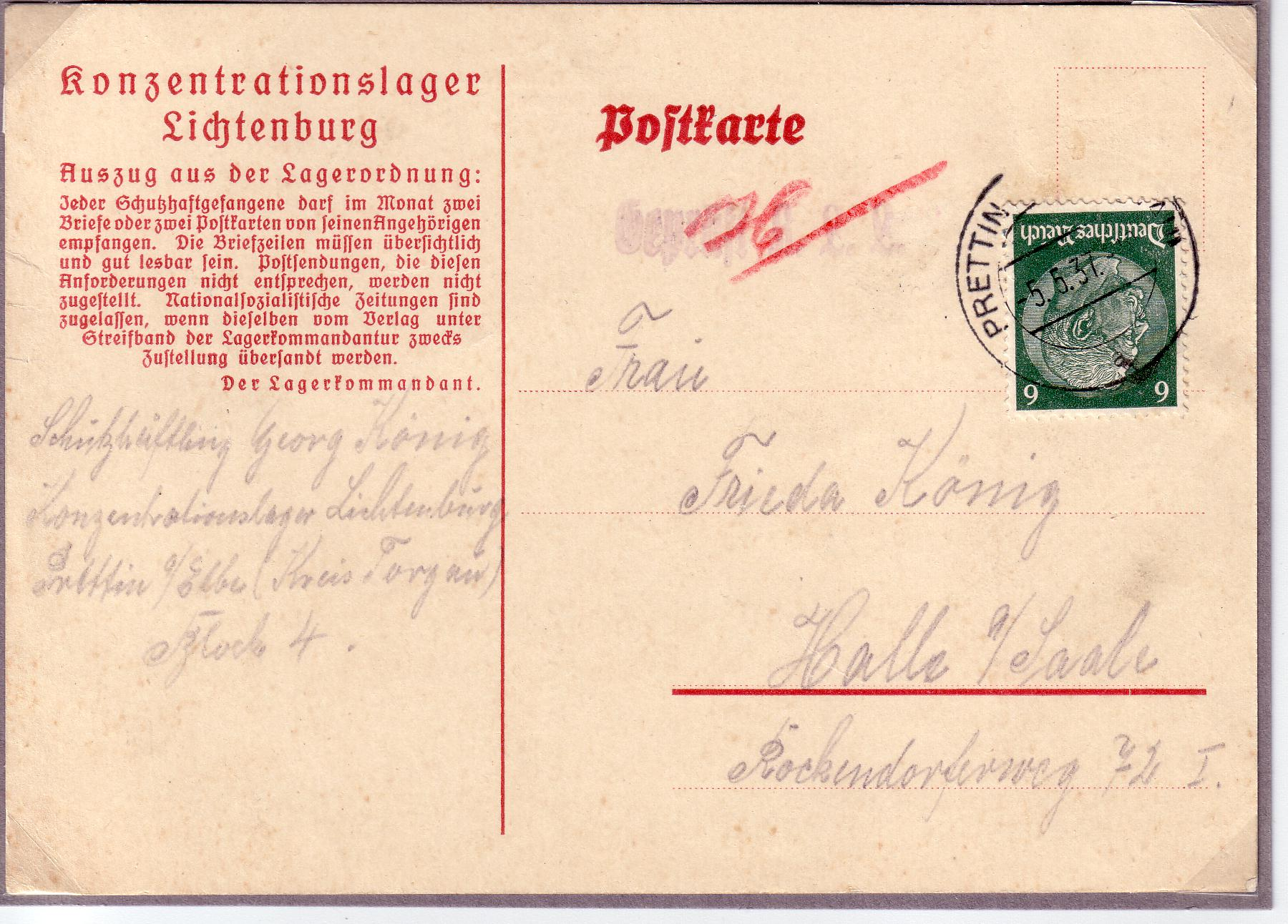
Postal enviada por un prisionero a un familiar desde el Campo de Lichtenburg, estas postales eran previamente revisadas y censuradas.

El campo de concentración de Lichtenburg fue un campo activo entre 1933 y 1939, después fue un subcampo de Sachsenhausen de 1941 a 1945. Fue uno de los primeros campos de concentración de la Alemania Nazi. Este se ubica en el antiguo castillo renacentista de Lichtenburg en Prettin, un pueblo al lado de Wittenberg en la provincia de Sajonia. En los primeros años, solo había hombres cautivos hasta agosto de 1937. En diciembre de 1937 las primeras mujeres fueron trasladadas a Lichtenburg. En total, más de 10.000 personas estuvieron encarceladas en este campo de concentración entre 1933 y 1945.

## Historia
El castillo de estilo renacentista de Lichtenburg sirvió de institución penal de 1812 a 1928. En 1933 el Presidente del Distrito de Merseburg ordenó el traslado de prisioneros. El 12 de junio de 1933 llegaron los primeros prisioneros. En primer lugar, eran prisioneros políticos, que incluían comunistas, socialdemócratas y críticos del régimen. En los siguientes meses, otros tipos de prisioneros fueron añadidos.
En agosto de 1937, los últimos hombres que quedaban en el campo fueron trasladados al campo de concentración de Buchenwald. En los siguientes meses se preparó el campo para poder acoger el campo de concentración de mujeres. Las primeras mujeres llegaron en diciembre de 1937, haciendo que el campo de concentración de Lichtenburg fuera el primer campo de concentración central para mujeres de todo el Reich. Durante en ese periodo los tipos de prisioneras eran diversos. En mayo de 1939, las prisioneras fueron trasladadas al nuevo campo de concentración de Ravensbrück. 
Entre mayo de 1939 y septiembre de 1941 el castillo no fue un campo de concentración. Tuvo diferentes usos por parte de las SS, como por ejemplo un almacén de ropa, entre otros. A partir de 1941 hasta al final de la guerra fue un subcampo del campo de concentración de Sachsenhausen. 

En la actualidad, el campo de concentración de Lichtenburg es un memorial para recordar a las víctimas del Nacional Socialismo. Hay un museo en el que se hacen actividades y también se hacen voluntariados internacionales para promover la remembranza.
- Datos: Q565646
- Multimedia: Lichtenburg concentration camp / Q565646

## Internos destacados
- Olga Benario (Múnich, 1908 - Bergurg, 1942), combatiente de la resistencia de origen Alemán-Brasileño
- Armin T. Wegner (Elberfeld, 1886 - Roma, 1978), activista por los derechos humanos, documentarista del genocidio de Armenia
- Friedrich Ebert Jr (Bremen, 1894 – Berlín, 1979), político, hijo de Friedrich Ebert
- Paul Frölich (Leipzig, 1884 – Fráncfort del Meno, 1953), periodista y biográfico de Rosa Luxemburg
- Wolfgang Langhoff (Berlín, 1901 – Berlín, 1966), actor y director teatral
- Hans Litten (Halle, 1903 – Baviera, 1938), abogado
- Wilhelm Leuschner (Baviera, 1890 – Berlín, 1944), político social demócrata
- Hans Lorbeer (Wittenberg, 1901 – Ibíden, 1973), autor, comunista
- Charles Regnier (Friburgo de Brisgovia, 1914 – Bad Wiessee, 2001), actor y traductor
- Ernst Reuter (Apenrade, 1889 – Berlín, 1953), político y alcalde de Berlín occidental
- Kurt von Ruffin (Múnich, 1901– Berlín, 1996), cantante y actor